# Castillon-Massas
Castillon-Massas is een gemeente in het Franse departement Gers (regio Occitanie) en telt 197 inwoners (1999). De plaats maakt deel uit van het arrondissement Auch.

## Geografie
De oppervlakte van Castillon-Massas bedraagt 9,5 km², de bevolkingsdichtheid is 20,7 inwoners per km².

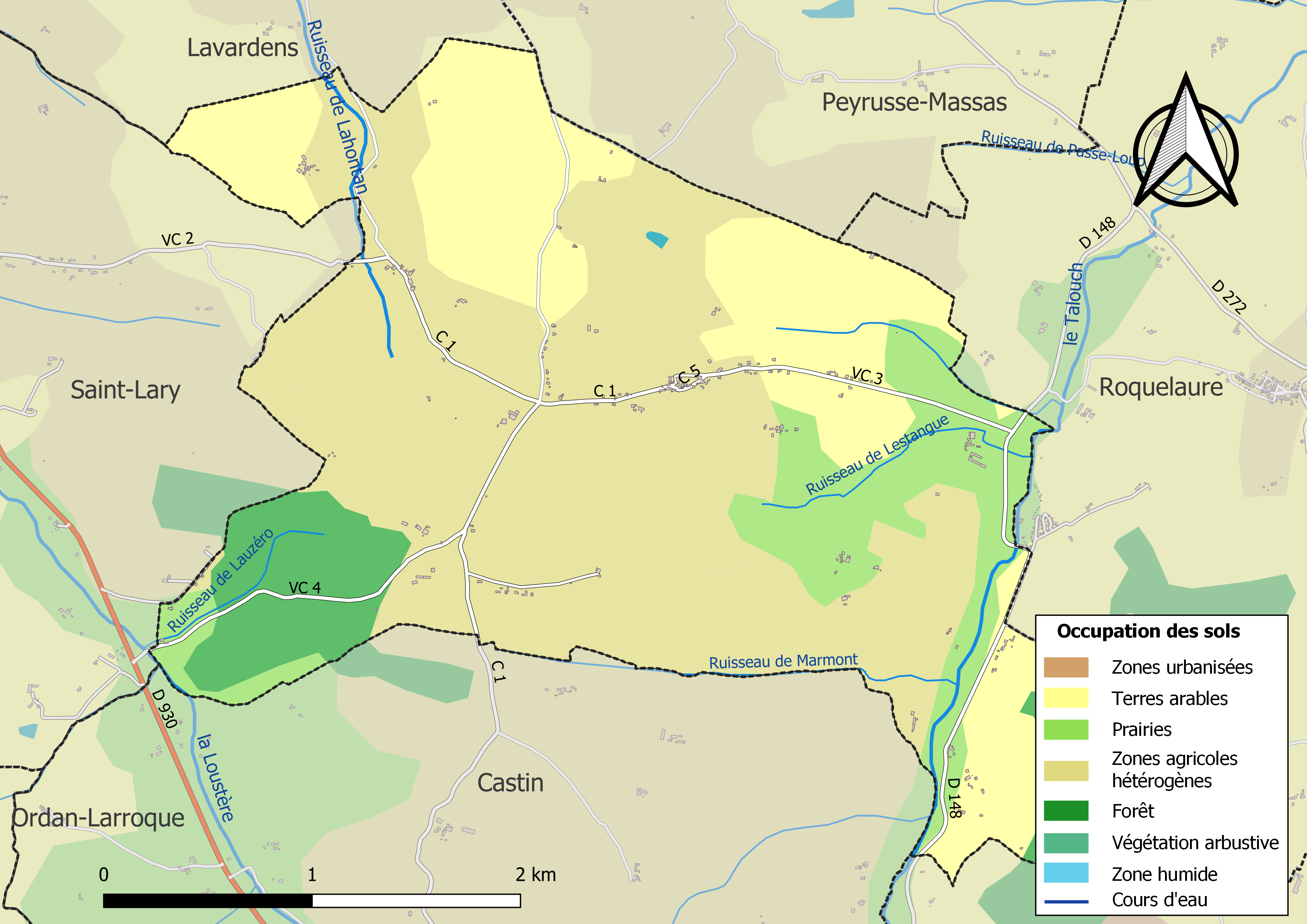
Kaart van de gemeente met belangrijkste infrastructuur, bodemgebruik en omliggende gemeenten

## Demografie
Onderstaande figuur toont het verloop van het inwonertal (bron: INSEE-tellingen).